# Giuliano Groppi
Giuliano Groppi (Mira, 20 gennaio 1949) è un ex calciatore italiano, di ruolo difensore.

## Carriera
Cresciuto nel Marghera assieme a Ivano Bordon, Groppi entra nelle giovanili del Mestre dopo aver rifiutato per motivi di famiglia il trasferimento alla Reggiana. Nei 4 anni di militanza nel club arancione si distingue come difensore eclettico, capace di marcare con profitto indifferentemente gli attaccanti agili e veloci e quelli più prestanti fisicamente.
Dopo un anno nel Clodiasottomarina approda all'Udinese, militante nel campionato di Serie C. Nel 1977 passa dalla squadra friulana al Catanzaro in Serie B, contribuendo alla terza promozione in Serie A della società. Disputa in giallorosso due stagioni in massima serie, la seconda delle quali conclusa con una salvezza "a tavolino", per la retrocessione di Milan e Lazio a seguito dello scandalo del calcio italiano del 1980.
Chiusa l'esperienza calabrese, Groppi gioca per una stagione nel Brescia in massima serie senza riuscire ad evitare la retrocessione delle "rondinelle", prima di tornare nel 1981 ad indossare la maglia arancione del Mestre, dove cinque anni dopo conclude la sua parabola agonistica.
In carriera ha totalizzato complessivamente 70 presenze in Serie A, con all'attivo una rete nel pareggio interno del Catanzaro contro l'Inter della stagione 1978-1979, e 34 presenze e 3 reti in Serie B.
Nella stagione calcistica 2014-2015 Groppi svolge l'incarico di direttore sportivo nella Mestrina FC 1929, militante nel girone B dell'Eccellenza Veneto.